# Tisdagarna med Morrie

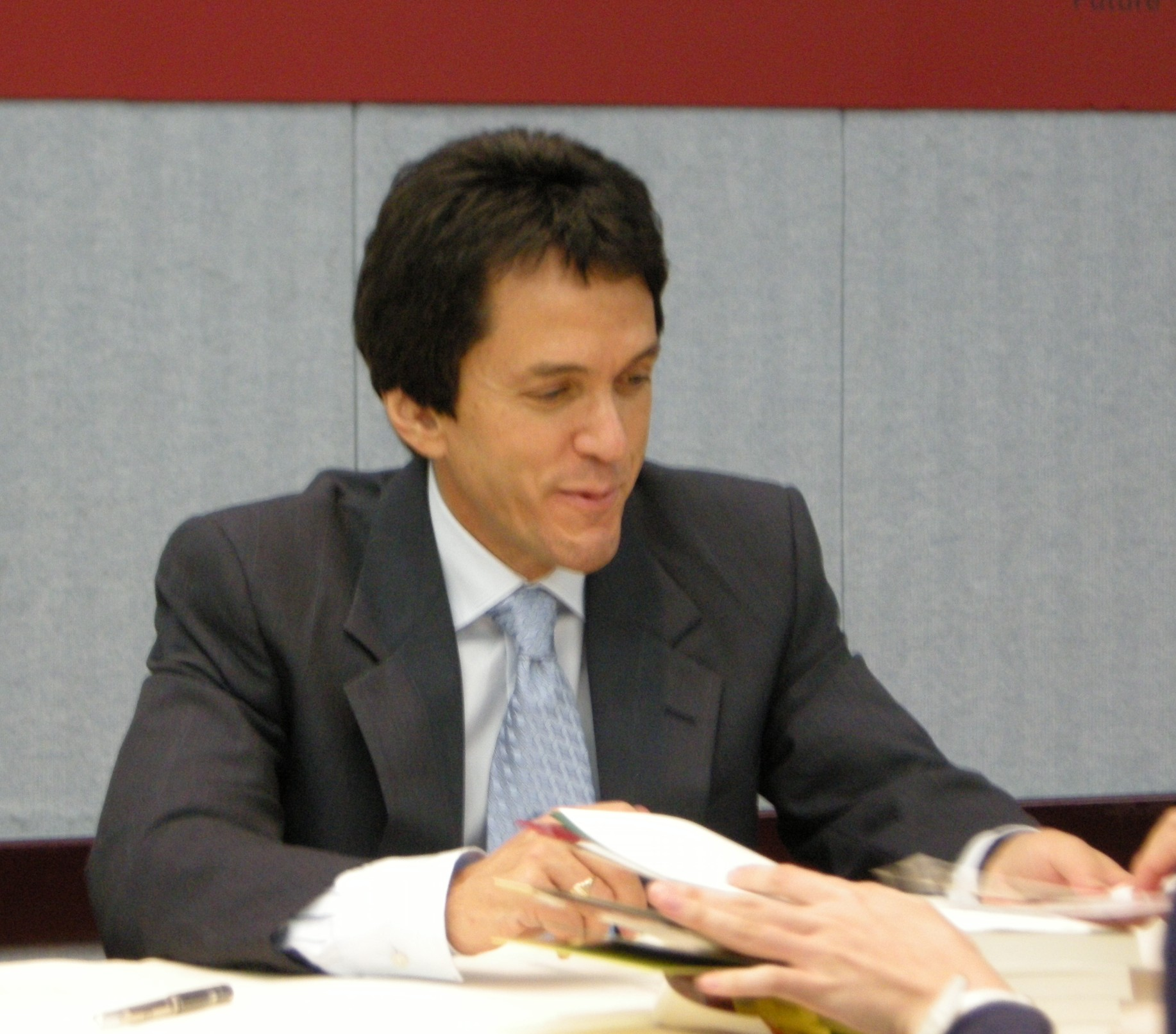
Författaren Mitch Albom, 2010.

Tisdagarna med Morrie (Originaltitel: Tuesdays with Morrie) är en självbiografisk roman från 1997 av den amerikanske författaren Mitch Albom.
Boken handlar om ett flertal möten mellan författaren och dennes gamle lärare från college, Morrie Schwartz, 16 år efter deras avsked vid den förres examen 1979. Mitch Albom lovar då sin lärare, som han blivit mycket god vän med under studietiden, att han skall besöka honom igen. Karriären tar dock överhand, och först 1995, 16 år senare, när han ser en intervju med Morrie, om dennes insjuknande och döende i ALS, bestämmer han sig för att infria sitt löfte. De sista mötena mellan Mitch och Morrie blir en samling samtal om det goda i livet, mellan en klok äldre man och en ung man som i karriärens jäktiga tempo behöver påminnas om det han en gång lärde sig av samma återupptäckta samtalspartner.
Romanen ingick i bokklubben i The Oprah Winfrey Show, och blev där en enorm försäljningssuccé. Den blev filmatiserad 1999, med Hank Azaria och Jack Lemmon i huvudrollerna.
Den svenska översättningen gjordes av Kerstin Hallén. Boken kom ut på svenska 2000. 2001 gavs den ut som kassettbok på svenska, inläst av Samuel Fröler.